# 固村镇
固村镇，是中华人民共和国江西省赣州市宁都县下辖的一个乡镇级行政单位。

## 行政区划
固村镇下辖以下地区：
吉龙社区、固村、团溪村、流坊脑村、下河村、回龙村、三道村、湖坊村、大塘村、上旻村、中旻村、里村、王坊村、旗山村、老禾村、格口村、桃布村、岚溪村和首塅村。